# كانازاوا-كو
كانازاوا-كو (باليابانية: 金沢区) هو حي في اليابان، يقع في يوكوهاما، بلغ عدد سكانه 199,482 نسمة وذلك حسب إحصائيات سنة 2018، تبلغ مساحته 31.96 كيلومتر مربع.

## التقسيمات الإدارية
- Umi no Kōen  [لغات أخرى]‏
- Kamariyachō  [لغات أخرى]‏
- Sachiura  [لغات أخرى]‏
- Shibachō  [لغات أخرى]‏
- Deiki  [لغات أخرى]‏
- Tomioka-Nishi  [لغات أخرى]‏
- Tomioka-Higashi  [لغات أخرى]‏
- Torihamachō  [لغات أخرى]‏
- Namiki  [لغات أخرى]‏
- Nishishiba  [لغات أخرى]‏
- Nōkendai  [لغات أخرى]‏
- Hakkeijima  [لغات أخرى]‏
- Fukuura  [لغات أخرى]‏
- Mutsuura  [لغات أخرى]‏.

## أعلام
- كازوماسا أودا
- تاكيناكا ناوتو
- يوكيو أراي